# Aegophila socialis
Aegophila socialis is een pissebeddensoort uit de familie van de Dajidae. De wetenschappelijke naam van de soort is voor het eerst geldig gepubliceerd in 1966 door Bresciani.